# Света Неделя (Росоман)
„Света Неделя“ е българска православна църква в софийското село Росоман.

## История
Храмът е построен в 1921 – 1922 година. Иконостасът е бил дело на дебърски майстори от рода Филипови.
В 2003 година църквата почти напълно изгаря при пожар. Възстановена е от Иван Гърков. Иконостасните икони са изрисувани като дар от курсисти от Центъра за православно изкуство към храма „Покров Богородичен“ в София с ръководител Младенка Ланджева.
Храмът е осветен чрез полагане на антиминс на 4 юли 2018 година. Целият чин и първата света литургия е отслужена от епископ Поликарп Белоградчишки, викарий на Софийския митрополит.